# Mariaweiler-Hoven
Mariaweiler-Hoven war bis 1972 eine Gemeinde im alten Kreis Düren in Nordrhein-Westfalen. Heute ist Mariaweiler-Hoven eine Gemarkung der Stadt Düren im Kreis Düren.

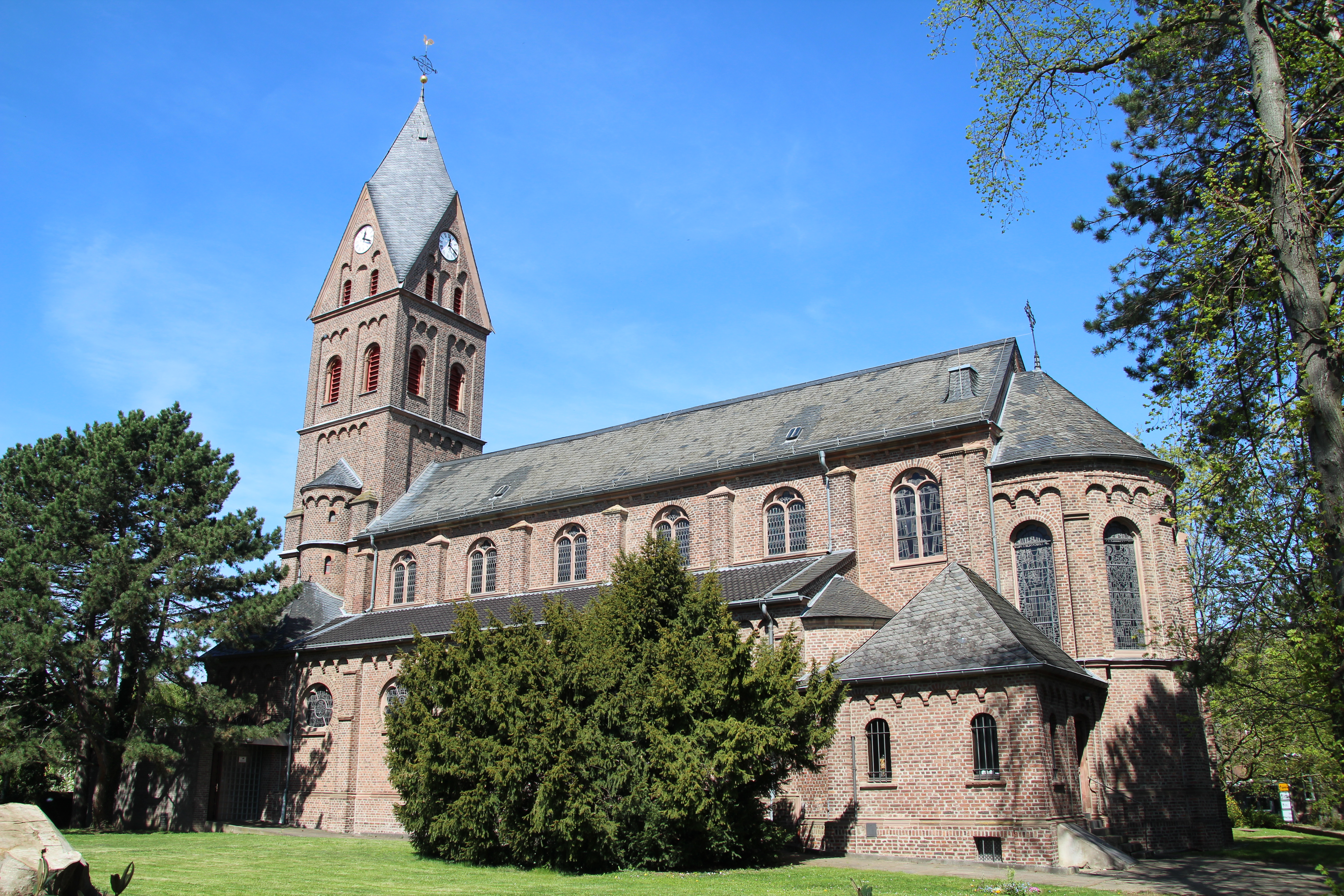
St. Mariä Himmelfahrt in Mariaweiler

## Geographie
Mariaweiler-Hoven besteht aus den beiden Orten Mariaweiler und Hoven, die nordwestlich der Dürener Kernstadt liegen und etwa 600 Meter voneinander entfernt sind. Beide Orte bilden heute jeweils einen Dürener Stadtbezirk.

## Geschichte
Seit dem 19. Jahrhundert bildete Mariaweiler-Hoven eine Landgemeinde in der Bürgermeisterei Merken (ab 1928 Amt Merken) im Kreis Düren. Am 1. Januar 1972 wurde die Gemeinde durch das Aachen-Gesetz in die Stadt Düren eingegliedert.

## Einwohnerentwicklung
| Jahr | Einwohner | Quelle |
| ---- | --------- | ------ |
| 1871 | 879       | [ 3 ]  |
| 1885 | 1147      | [ 4 ]  |
| 1910 | 1519      | [ 5 ]  |
| 1925 | 1914      | [ 6 ]  |
| 1939 | 2359      | [ 7 ]  |
| 1946 | 2286      | [ 8 ]  |
| 2015 | 4646      | [ 1 ]  |

## Baudenkmäler
Die ehemalige Filztuchfabrik, der Torbogen des ehem. Klosters Nazareth, das Christ-Königs-Denkmal, die  Villa Maria, die Kath. Pfarrkirche St. Mariae-Himmelfahrt, das ehemalige Bürgermeisteramt, der Schornstein der Firma Julius Hoesch, die ehemalige Villa Pytlik, das ehemalige Schalthaus, das ehemalige Fabrikgebäude der Tura AG und der Getzer Hof stehen unter Denkmalschutz.
Bodendenkmäler sind der durch beide Orte fließende Lendersdorfer Mühlenteich und die Grabenanlage Schönwald, ehemals Schönwalder Mühle.